# 社群聆聽
社群聆聽（social listening），又稱社媒觀測（social media monitoring）、社媒量測（Social media measurement）或社交聆聽，是指在社群媒體和網絡上追蹤、觀察特定字詞、短語如何被提及或被搜尋，係為針對目標族群反覆探索與蒐集社群輿情資料的過程，並進行數據分析。社群聆聽為一種新興的市場調查方法，對比調查或訪談，學者發現以網路討論進行觀察，更易獲得較自然的資料，特別在某些敏感議題上。

## 社群聆聽的重要性
隨著網路普及，數位管道多元，消費者透過多元的數位管道直接或匿名反饋、分享經驗，社群媒體亦成為與客戶溝通的重要窗口，網路口碑對消費者購物行為之影響與日俱增，消費模式轉變，消費者從衝動式購物，轉變為購物前傾向在網路探索口碑，避免自己買到不符需求的產品，因此除了較積極介入式的經營口碑，非介入式的社群聆聽亦為一趨勢。

## 應用領域

### 商業
行銷人員主要使用社群聆聽來進行社群觀測與管理，以了解客户在網路上對品牌或產品的看法、幫助找到最重要的網路社群在哪裡、識別客戶痛點，並針對問題、投訴和評論提供客戶即時地響應。社群聆聽的範疇，除了自身企業相關的產品與服務之外，亦可擴展到整體產業及對競爭者的聆聽。 
社群聆聽可更了解目標受眾和產業，透過與受眾互動了解客戶偏好、發掘潛在客戶、掌握關鍵影響力人物或潛在品牌大使，以及檢視網路提及品牌的相關內容是否合宜，維護品牌形象。
透過社群聆聽，追蹤整體品牌形象與網路口碑狀況，改善客戶體驗，瞄準目標受眾調整網路行銷、社群行銷、數位行銷等內容與策略。

### 選舉預測
美國總統使用社群大數據預測選舉，開啟輿情分析及民意探索的新方法；另有學者多次比對傳統調查，發現兩者高度相關，並能早期偵測出重要趨勢，可為傳統方法之補充或替代方案。

### 公共議題
來自於 vTaiwan 的閉鎖型公司修法諮詢、公共政策參與平台所進行的長照服務法、長照保險法及《醫療糾紛處理及醫療事故補償法》過程，中介者的協助觀察皆是採取社會聆聽(Social Listening)的方式進行，而行政部門能夠參與討論，即時回應處理偏頗的留言或訊息。

### 戲劇
公視製播的影集《我們與惡的距離》，從社群網路爬梳大量文章、探索網路聲量，透過社群聆聽，挖掘出事件、人物、議題，找出輿論的衝突、觀點、立場，幫助編劇在劇本主題上進行框架設計與資料探索。